# Oldřichov v Hájích
Oldřichov v Hájích är en ort i Tjeckien.   Den ligger i regionen Liberec, i den norra delen av landet, 100 km nordost om huvudstaden Prag. Oldřichov v Hájích ligger 397 meter över havet och antalet invånare är 501.
Terrängen runt Oldřichov v Hájích är kuperad norrut, men söderut är den platt.Runt Oldřichov v Hájích är det mycket tätbefolkat, med 1 135 invånare per kvadratkilometer. Närmaste större samhälle är Liberec, 9,4 km söder om Oldřichov v Hájích. I omgivningarna runt Oldřichov v Hájích växer i huvudsak blandskog.